# Санани, Офелия Гаджиага кызы
Офелия Гаджиага кызы Санани () — советский азербайджанский телевизионный диктор, актриса. Народная артистка Азербайджана (1991). 

## Биография
Родилась 26 мая 1941 года в Баку, столице Азербайджанской ССР.
Окончила филологический факультет Азербайджанского государственного университета (1966).
С марта 1959 года работала диктором радио в Государственном комитете радио и телевещания при Совмине Азербайджанской ССР, получила известность как актриса радио. С 1975 года — диктор Азербайджанского телевидения. Вела многочисленные программы на Азербайджанском телевидении — новогодние огоньки, новостную программу «Экран дня», «Портрет исполнителей», концерты, интервью и т. д.
В 1960—1990 годах работала актрисой дубляжа в киностудии «Азербайджанфильм» имени Дж. Джаббарлы, озвучила героев более 100 фильмов, также снималась в ряде фильмов как актриса.
С 2002 года — персональный пенсионер Президента Азербайджана.

## Награды
- Заслуженный артист Азербайджанской ССР (1979)
- Народный артист Азербайджана (1991)

## Фильмография
1. Поединок в горах (фильм, 1967)
2. Приморский сад (фильм, 1967)
3. Ищите девушку (фильм, 1970)
4. Семеро сыновей моих (фильм, 1970)
5. День прошёл (фильм, 1971)
6. Звезды не гаснут (фильм, 1971)
7. Счастья вам, девочки! (фильм, 1972)
8. Возвращение скрипки (фильм, 1972)
9. Дурак (фильм, 1973)
10. Звук свирели (фильм, 1975)
11. Сердце… сердце… (фильм, 1976)
12. Удар в спину (фильм, 1977)
13. Свекровь (фильм, 1978)
14. Юбилей Данте (фильм, 1978)
15. Структура момента (фильм, 1980) (художественный фильм) — роль: пассажир